# КК Беко
КК Беко је српски кошаркашки клуб из Котежа. Тренутно се такмичи у Другој лиги Србије.

## Историја
Клуб је основан 1986. као КК Котеж. 

## Познатији играчи
- Дејан Котуровић
- Младен Пантић
- Ален Смаилагић
- Ненад Шуловић